# La Gaubretière
La Gaubretière is een gemeente in het Franse departement Vendée (regio Pays de la Loire) en telt 2666 inwoners (2004). De plaats maakt deel uit van het arrondissement La Roche-sur-Yon.

## Geografie
De oppervlakte van La Gaubretière bedraagt 30,3 km², de bevolkingsdichtheid is 88,0 inwoners per km².
De onderstaande kaart toont de ligging van La Gaubretière met de belangrijkste infrastructuur en aangrenzende gemeenten.

## Demografie
Onderstaande figuur toont het verloop van het inwonertal (bron: INSEE-tellingen).

1. ↑  Populations de référence 2022.